# Cicurina daweishanensis
Espèce
Cicurina daweishanensis est une espèce d'araignées aranéomorphes de la famille des Cicurinidae.

## Distribution
Cette espèce est endémique du Hunan en Chine,. Elle se rencontre vers Liuyang.

## Description
La femelle holotype mesure 4,55 mm et la femelle paratype 4,72 mm.

## Systématique et taxinomie
Cette espèce a été décrite par Wang, Zhou et Peng en 2019.

## Étymologie
Son nom d'espèce, composé de daweishane et du suffixe latin -ensis, « qui vit dans, qui habite », lui a été donné en référence au lieu de sa découverte, le parc forestier national de Daweishan.

## Publication originale
- Wang, Zhou & Peng, 2019 : « Four new species of the spider genus Cicurina Menge, 1871 from China (Araneae: Dictynidae). » Zootaxa, no 4615(2), p. 351-364.